# تسلسل زمني لتاريخ لبنان
هذا خط زمني للأحداث التاريخية التي كان لها تأثير على لبنان وبخاصة المؤثرات على الوضع السياسي للبنان الحالي.

## قبل الميلاد

### الألفية العاشرة قبل الميلاد

#### القرن المئة قبل الميلاد
- حوالي 10000 قبل الميلاد - عاش الأنسان النتدرتالي في لبنان.

### الألفية الثانية قبل الميلاد

#### القرن الرابع عشر قبل الميلاد
- حوالي 1400 قبل الميلاد - ذروة أزدهار مدينة أوغاريت الكنعانية.

#### القرن الثاني عشر قبل الميلاد
- حوالي 1200 قبل الميلاد - إخترع الفينيقيون الأبجدية والأرجوان الصوري الذي كان مكوّنًا أساسيًا في تجارتهم.
- أدت أزمة إلى انهيار العصر البرونزي، ومعها انهارت مدن في جميع أنحاء شرق البحر الأبيض المتوسط في غضون بضعة عقود عبر العديد من الغزاة.

#### القرن التاسع قبل الميلاد
- 842 قبل الميلاد - دمّر شلمنصر الثالث أراضي دمشق، ودفع سكان فلسطين والمدن الفينيقية الجزية له.
- 813 قبل الميلاد - أسس الفينيقيون مدينة قرطاج على ساحل شمالي أفريقيا.

#### القرن الثامن قبل الميلاد
- 774 قبل الميلاد - نهاية عهد الملك بجماليون في صور.
- 739 قبل الميلاد - حيرام الثاني يصبح ملك صور.
- 730 قبل الميلاد - خلافة الملك ماتان الثاني لحيرام الثاني.
- 724 قبل الميلاد - بدأ حصار الآشوريون تحت حكم الملك شلمنصر الخامس لمدينة صور.
- 710 قبل الميلاد - تمرّد مملكة يهوذا ومدن صور وصيدا على آشور.
- 701 قبل الميلاد - حصار الملك سنحاريب الآشوري لمدينة صور.

#### القرن السابع قبل الميلاد
- 663 قبل الميلاد - حصار الملك آشوربانيبال لمدينة صور.

#### القرن السادس قبل الميلاد
- 587 قبل الميلاد - ضم المنطقة إلى الإمبراطورية البابلية، وسقوط القدس في أيديهم.
- 586 قبل الميلاد - حصار البابليين والملك نبوخذ نصر الثاني صور لمدة ثلاث عشرة سنة ثم الاتّفاق على دفع الجزية له.
- 539 قبل الميلاد - غزو قورش الكبير لفينيقيا.

#### القرن الرابع قبل الميلاد
- 350 قبل الميلاد - سحق التمرد في صيدا بقيادة تينيس بواسطة أردشير الثالث الأخميني.
- 332 قبل الميلاد - إستيلاء الاسكندر الأكبر على صور.
- 315 قبل الميلاد - بدأ جنرال الإسكندر السابق أنتيجونيوس حصار صوره، فاستولى على المدينة بعد ذلك بعام.

#### القرن الثالث قبل الميلاد
- 286 قبل الميلاد - سقطت فينيقيا (باستثناء إرواد) بيد البطالمة.

#### القرن الثاني قبل الميلاد
- 197 قبل الميلاد - عادت فينيقيا وسوريا تحت حكم السلوقيين، وأصبحت المنطقة هيلينية بشكل متزايد.
- 140 قبل الميلاد - إسقاط وتدمير بيروت من قبل ديودوتوس تريفون في من جراء حربه مع أنطاكوس السابع سيديتيس على عرش المملكية السلوقية.

#### القرن الأول قبل الميلاد
- 82 قبل الميلاد -استولى الملك تيغرانس الكبير على سوريا، بما في ذلك فينيقيا، والذي هزم في حربه مع لوكولوس.
- 65 قبل الميلاد - أدخلت بومبي فينيقيا كجزء من المقاطعة الرومانية في سوريا.
- 64 قبل الميلاد - تم غزو بيروت بواسطة أغريبا وتمت إعادة تسمية المدينة تكريما لابنة الإمبراطور جوليا؛ أصبح اسمها الكامل كولونيا جوليا أوغستا فيليكس بيريتوس.
- 27 قبل الميلاد - في فترة باكس رومانا، حصل سكان المدن الفينيقية الرئيسية في جبيل وصيدا وصور على الجنسية الرومانية، بينما ازدهرت الأنشطة الاقتصادية والفكرية.

## بعد الميلاد

### القرن الأول
- 20 - تأسست كلية الحقوق في بيروت، وأصبحت معروفة فيما بعد في المنطقة المحيطة بها. تم تدريس اثنين من أشهر الفقهاء في روما، البابيني والأولبيان (كلاهما من فينيقيا)، في كلية الحقوق تحت إمبراطور سيفيران.
- 50 - القديس بولس الطرسوسي يبدأ مهمته الثالثة والوعظ في صور.

### القرن الثاني
- 451 - لجأ الموارنة، وهم جماعة مسيحية سميت على اسم القديس يوحنا مارون، إلى جبال لبنان.

### القرن السادس
- 551 - بيروت دمرها زلزال وتسونامي. قُتل حوالي 30,000 شخص في المدينة وحدها، بينما كان إجمالي خسائر الساحل الفينيقي، يقارب 250,000 نسمة.

### القرن السابع
- 630 - استقر المردة، وهم مجموعة من المجتمعات المارونية المتمتعة بالحكم الذاتي، في جبل لبنان وفي المرتفعات المحيطة بها بعد فتح الخلافة العربية لسوريا.
- 632 - أحضر الخليفة أبو بكر الإسلام إلى المنطقة المحيطة بلبنان.
- 661 - بعد معركة اليرموك، عين الخليفة عمر معاوية الأول، مؤسس الأسرة الأموية، حاكماً لسوريا، وهي منطقة شملت لبنان في ذلك الزمان.
- 667 - تفاوض معاوية على اتفاق مع قسطنطين الرابع، الإمبراطور البيزنطي، حيث وافق على دفع جزية سنوية لقسطنطين مقابل وقف التوغلات المردة.
- 670 - قام الكيميائي من مدينة هيليوبوليس (بعلبك) باختراع النار اليوناية في القسطنطينية.

### القرن الثامن
- 759 - تمرد فاشل لقاطني الجبال اللبنانيين ضد الحكم العباسي بعد المعاملة القاسية للأشخاص الذين يعيشون في المنطقة اللبنانية السورية.

### القرن العاشر
- 960 - أعلن الأمير عبد الله استقلال مدينة صور عن العباسيين وصك النقود باسمه.
- 970 - استقر الفاطميون في مصر ومددوا سلطتهم على المنطقة الساحلية لبلاد الشام ودمشق.
- 986 - في عهد الخليفة الفاطمي الحكيم بأمر الله، ولد دين جديد ونشره رجل يدعى الدرازي. كانت هذه بداية الدين الدرزي وتوسعه في العديد من المناطق اللبنانية.

### القرن الثاني عشر
- 1110 - تم اسقاط مدينتي بيروت وصيدا.
- 1224 - قاومت صور الغارات لكنها استسلمت بعد حصار طويل.
- 1170 - وقعت معركة مرج عيون في 10 يونيو، حيث هزم الجيش الأيوبي بقيادة القائد صلاح الدين جيشًا صليبيًا بقيادة الملك بالدوين الرابع ملك القدس.
- 1182 - وقعت معركة قلعة كوكبة الهوا حين هاجمت قوة صليبية بقيادة الملك بالدوين الرابع من القدس الجيش الأيوبي من مصر بقيادة صلاح الدين، لكنها لم تنتهي بشكل حاسم. شمل مسرح العمليات إيلات وشرق الأردن والجليل وبيروت (التي شهدت حصارًا من صلاح الدين انتهى في أغسطس من نفس العام).
- 1187 - صلاح الدين الأيوبي يغزو كل مملكة القدس باستثناء صور، والتي كانت تحت حكم كونراد من مونتفيرادو.
- 1192 - وقع ريتشارد قلب الأسد معاهدة مع صلاح الدين الأيوبي، لإعادة مملكة القدس إلى الشريط الساحلي بين يافا وبيروت.

### القرن الثالث عشر
- 1260 - أصبحت مقاطعة طرابلس دولة تابعة للإمبراطورية المغولية.
- 1289 - مقاطعة طرابلس تسقط في أيدي المماليك بعد هجوم المصري السلطان قلاوون في مارس اذار.
- 1289 - تمرد المسلمون الشيعة والدروز في لبنان ضد المماليك الذين كانوا مشغولين في قتال الصليبيين الأوروبيين والمغول.

### القرن الرابع عشر
- 1305- خراب كسروان من قبل المماليك.

### القرن السادس عشر
- 1516 - معركة مرج دابق التي حررت الشرق من المماليك والذي احتله العثمانيون.
- السلطان العثماني سليم الأول يمنح الأمير فخر الدين الأول حكمًا شبه مستقل في لبنان.
- 1570 - تصل فترة المعنيين إلى ذروتها في عهد فخر الدين الثاني.

### القرن السابع عشر
- 1613 - تم نفي الأمير فخر الدين الثاني إلى توسكانا بعد عجزه عن هزيمة جيش أحمد الحافظ حاكم دمشق.
- 1618 - يعود فخر الدين الثاني إلى لبنان مع بداية عهد محمد باشا كحاكم جديد لدمشق.
- 1622 - وقعت معركة عنجر في 31 أكتوبر بالقرب من مجدل عنجر بين جيش فخر الدين الثاني وجيش عثماني برئاسة حاكم دمشق مصطفى باشا.
- 1635 - بأمر من مراد الرابع، هزم كوتشوك، حاكم دمشق، فخر الدين الذي أُعدم في وقت لاحق في القسطنطينية.

### القرن الثامن عشر
- 1799 - بشير الثاني يرفض المساعدة في حصار عكا التي أقامها نابليون ضد أحمد باشا الجزار. عاد نابليون إلى مصر بعد فشله في احتلال عكا، ومقتل أحمد باشا في عام 1804 أزاح خصم البشير الرئيسي في المنطقة.

### القرن التاسع عشر
- 1831 - ينفصل بشير الثاني عن الإمبراطورية العثمانية، ويتحالف مع محمد علي باشا من مصر ويساعد نجله، إبراهيم باشا، في حصار جديد لعكا. استمر هذا الحصار سبعة أشهر، سقطت المدينة في 27 مايو 1832. كما قام الجيش المصري، بمساعدة من قوات البشير، بمهاجمة دمشق وغزوها في 14 يونيو 1832.
- 1840 - بعد رفض محمد علي باشا لمعاهدة لندن الموقعة في 15 يونيو 1840، قامت القوات العثمانية والبريطانية بهجوم على الساحل اللبناني في 10 سبتمبر 1840. تراجع محمد علي، وفي 14 أكتوبر 1840، استسلم بشير الثاني إلى البريطانيين وذهب إلى المنفى.
- 1841 - انفجرت الصراعات بين الدروز والموارنة.
- 1858 - اندلعت ثورة الفلاحين في كسروان
- 1860 - اندلعت حرب شاملة بين الموارنة والدروز. أرسل نابليون الثالث من فرنسا 7000 جندي إلى بيروت وساعد في فرض التقسيم: تم الاعتراف بالسيطرة الدرزية على الأرض كحقيقة، وتم إجبار الموارنة للتراجع إلى جيب، وهي ترتيبات صدق عليها الأوروبيون عام 1861.
- 1867 - قاد يوسف بك كرم ثورة الاستقلال ضد العثمانيين بقيادة داوود باشا.
- 1889 - موت يوسف بك كرم في منفاه في إيطاليا.
- 1890 - حدثت «أزمة الحرير» بسبب إغراق السوق اللبنانية بمنتجات الحرير الصيني الرخيصة والأفضل جودة وخسرت صناعة الحرير اللبناني سوق أوروبا، التي كانت سوقها الأساسية.

### القرن العشرين
- 1914 - بعد إلغاء حكم لبنان شبه الذاتي في متصرفية جبل لبنان، قام جمال باشا باحتلاله عسكريًا..
- 1915 - جمال باشا يبدأ حصارا على الساحل الشرقي للبحر الأبيض المتوسط بأكمله. شهد لبنان الآلاف من الوفيات الناجمة عن المجاعة والأوبئة التي أصابت لبنان على نطاق واسع. (المجاعة الكبرى لجبل لبنان)
- 1916 - أعدمت السلطات التركية علناً 21 سوريًا ولبنانيًا في دمشق وبيروت، على التوالي، بسبب أنشطتهم المزعومة ضد تركيا.
- 1918 - انتقل الجنرال البريطاني إدموند اللنبي والأمير فيصل الأول، ابن الشريف حسين من مكة، إلى فلسطين بقوات بريطانية وعربية، مما فتح الطريق أمام احتلال لبنان.
- 1920 - فرنسا تسيطر على الأراضي اللبنانية بعد مؤتمر سان ريمو، والإعلان عن دولة لبنان الكبير.
- 1926 - إقرار الدستور اللبناني وانتخاب أول رئيس للجمهورية اللبنانية شارل دباس.
- 1943 - في 22 نوفمبر، حصل لبنان على استقلاله بعد ضغوط وطنية ودولية عقب سجن الرئيس اللبناني بشارة الخوري والرئيس رياض الصلح ووزراء وأعضاء من البرلمان من قبل الفرنسيين.
- 1945 - تأسيس جامعة الدولة العربية والإنضمام إليه. الإنضمام إلى الأمم المتحدة.
- 1946 - جلاء القوات العسكرية الفرنسية عن لبنان.
- 1948 - بدء هجرة الفلسطينيين إلى لبنان بعد اعلان دولة إسرائيل.
- 1958 - اندلعت حرب لبنانية مصغّرة بين المؤيدين لحلف بغداد الأميركي البريطاني من جهة وبين المؤيدين للقضايا العربية من جهة أخرى. ما أدى إلى نزول الجيش الأميركي على السواحل اللبنانية وانتشاره في بعض احياء بيروت.
- 1959 - توقيع مثياق الشرف بين فؤاد شهاب وجمال عبد الناصر.
- 1961 - فشل محاولة إنقلاب قام بها الحزب السوري القومي الاجتماعي.
- 1968 - الجيش الاسرئيلي يدمّر اسطول الطيران المدني اللبناني في مطار بيروت.
- 1969 - توقيع اتفاقية القاهرة بين الدولة اللبنانية ومنظمة التحرير الفلسطينية الذي يجيز للمقاومة الفلسطينية القيام بعمليات ضد إسرائيل من الجنوب اللبناني
- 1973 - معارك بين الجيش اللبناني ومنظمة التحرير الفلسطينية
- 1974 - الرئيس اللبناني سليمان فرنجية الماروني يتحدث باسم العرب في الأمم المتحدة ويدعم القضية الفلسطينية بشدة.
- 1975 - إندلاع الحرب الأهلية اللبنانية إثر مجزرة عين الرمانة.
- 1976 - تقسيم بيروت بين غربية وشرقية. سقوط الجيش السوري مع لواء اليرموك الفلسطيني على مشارف مدينة زغرتا. سقوط الجبهة العسكرية المسيحية في آذار وقصف القصر الجمهوري. تحرير الكورة الشمالية وشكا ومخيم تل الزعتر. دخول قوات الردع العربية إلى مناطق النزاع لإنهاء الصراع.
- 1977 - إغتيال كمال جنبلاط.
- 1978 - عملية الليطاني وصدور القرار 425. إختفاء موسى الصدر في ليبيا. اغتيال النائب طوني فرنجية وزوجته وطفلته و28 من رفاقه في هجوم كتائبي بقيادة سمير جعجع على اهدن.
- 1980 - مجزرة كتائبية بقيادة بشير الجميّل في منطقة الصفرا في كسروان بحق حزب الوطنيين الأحرار
- 1982 - الإجتياح الإسرائيلي لجنوب لبنان. إغتيال بشير الجميل بعد انتخابه رئيسًا للجمهورية. مجزرة صبرا وشاتيلا.
- 1983 - توقيع اتفاقية 17 أيار بين لبنان وإسرائيل. مؤتمر المصالحة اللبنانية في جينيف.
- 1984 - اسقاط اتفاقية 17 أيار. مؤتمر المصالحة اللبنانية في لوزان.
- 1985 - توقيع الاتفاق الثلاثي برعاية سورية
- 1986 - اندلاع الحرب بين سمير جعحع وايلي حبيقة لإسقاط الاتفاق الثلاثي.
- 1988 - الرئيس أمين الجميّل يسلّم العماد ميشال عون الحكومة الانتقالية، لتبدأ بعدها حروب العماد ميشال عون العبثية.
- 1989 - اندلاع حرب الإلغاء بين ميشال وسمير جعجع وتدمير المجتمع المسيحي. توقيع اتفاقية الطائف للمصالحة اللبنانية. اغتيال الرئيس رينيه معوض بعد أيام من انتخابه.
- 1990 - هروب العماد ميشال عون من قصر بعبدا ونهاية الحرب الأهلية وبداية فترة خمسة عشر عامًا من الوصاية السورية.
- 1996 - هجوم إسرائيلي على لبنان عُرف بعناقيد الغضب.

### القرن الواحد والعشرين
- 2000 - الانسحاب الإسرائيلي من جنوب لبنان.
- 2002 - مبادرة الملك عبد الله بن عبد العزيز من بيروت حول الصراع العربي الإسرائيلي.
- 2004 - صدور القرار 1559
- 2005 - إغتيال رفيق الحريري. ثورة الأرز وانسحاب الجيش السوري من لبنان. عمليات اغتيالات كبيرة وعبوات ناسفة في لبنان.
- 2006 - حرب تموز بين حزب الله وإسرائيل.
- 2007 - اندلاع حرب بين الجيش اللبناني ومنظمة فتح الإسلام في مخيم نهر البارد للاجئين الفلسطينيين أدت إلى انتصار الجيش.
- 2008 - اندلاع معارك 7 أيار في لبنان. انعقاد مؤتمر الدوحة.
- 2012 - بدء تدفق اللاجئين السوريين إلى لبنان بعد اشتداد الحرب السورية
- 2017 - المصالحة المسيحية بين المردة والقوات اللبنانية برعاية البطريرك الماروني مار بشارة الراعي.
- 2019 - اندلاع الثورة اللبنانية في 17 تشرين الأول
- 2020 - انهيار الليرة اللبنانية أمام الدولار الأميركي. تفشي وباء الكورونا الكوفيد 19 في لبنان والعالم. انفجار مرفأ بيروت الذي دمر جزءا من بيروت وقتل 210 شخصا وأصاب 6000 وشرّد 350000 نسمة.